# Rosalvo Cordeiro de Lima
Rosalvo Cordeiro de Lima (União dos Palmares, 25 de janeiro de 1962) é um bispo católico brasileiro. É bispo de Itapipoca.

## Biografia
Dom Rosalvo foi ordenado padre no dia 1 de novembro de 1992 em Arujá, por Dom Paulo Antonino Mascarenhas Roxo.[carece de fontes?] Era pároco da Paróquia de São José, em Salesópolis, quando foi nomeado bispo titular de Castellum Tatroportus e auxiliar de Fortaleza pelo Papa Bento XVI. Recebeu a ordenação episcopal em Mogi das Cruzes, no dia 25 de março de 2011 pelas mãos de Dom José Antonio Aparecido Tosi Marques.
Na Arquidiocese de Fortaleza o bispo foi responsável pelas regiões episcopais de Bom Jesus dos Aflitos, Sagrada Família e Nossa Senhora da Palma, também acompanhou o Fórum Arquidiocesano de Movimentos Eclesiais (FAMEC) organismo de acompanhamento das novas comunidades eclesiais. 
No Regional Nordeste I (Ceará) da Conferência Nacional dos Bispos do Brasil (CNBB) acompanhou como bispo referencial para as Pastorais Sociais, e atualmente membro da Comissão para os Ministérios Ordenados e Vida Consagrada.
Em 7 de outubro de 2020, o Papa Francisco nomeou a Dom Rosalvo Cordeiro de Lima como o quarto bispo da Diocese de Itapipoca, transferindo-o do ofício de bispo auxiliar da Arquidiocese de Fortaleza após nove anos. A posse canônica de Dom Rosalvo Cordeiro de Lima ocorreu no dia 5 de dezembro de 2020 na Catedral de Nossa Senhora das Mercês em Itapipoca, a celebração foi inicialmente conduzida por Dom José Antonio, arcebispo de Fortaleza, após a leitura da bula pontifícia o novo bispo tomou posse e assumiu a celebração. Estiveram presentes vários bispos do regional Nordeste I da CNBB.

## Homenagens
No dia 7 de novembro de 2017, ao completar 25 anos de sacerdócio, recebeu da Câmara Municipal de Fortaleza o título de cidadão fortalezense. E foi celebrada uma missa em ação de graças por sua vida sacerdotal.